# Chanay
Chanay (Aussprache [ʃaˈnɛ]) ist eine französische Gemeinde mit 595 Einwohnern (Stand: 1. Januar 2022) im Département Ain in der Region Auvergne-Rhône-Alpes. Sie gehört zum Arrondissement Nantua und ist Mitglied im Gemeindeverband Terre Valserhône. Die Bewohner werden Chanerus und Chanerues genannt.

## Geographie
Chanay liegt auf 492 m, etwa zwölf Kilometer südlich der Stadt Bellegarde-sur-Valserine und 48 Kilometer ostsüdöstlich der Präfektur Bourg-en-Bresse (Luftlinie). Das Dorf erstreckt sich an aussichtsreicher Lage auf einem Plateau westlich des tief eingeschnittenen Rhônetals, am Ostfuß des Jurakamms, der sich vom Grand Colombier nordwärts zum Crêt du Nu hinzieht.

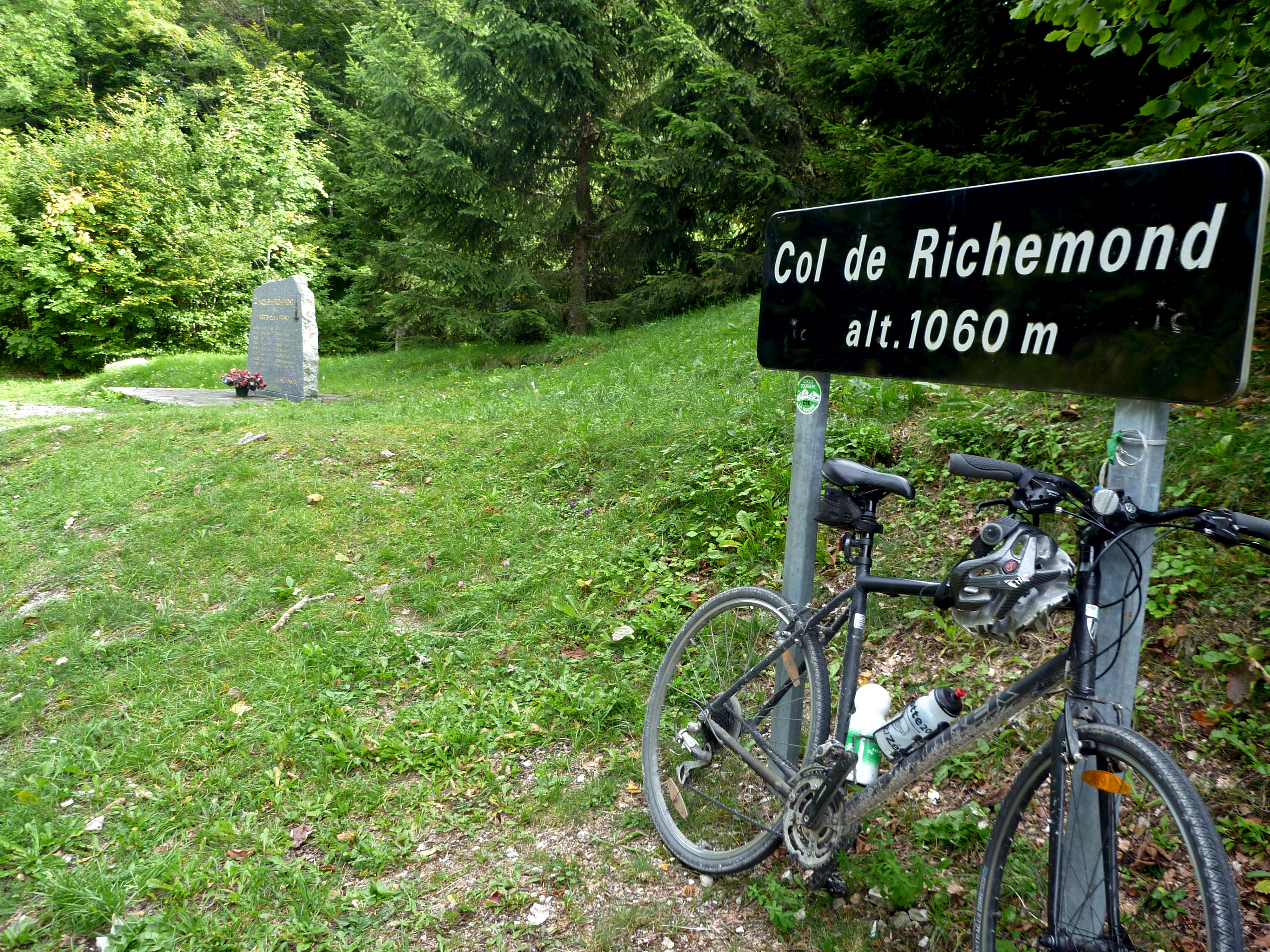
Col de Richemond

Die Fläche des 18,10 km² großen Gemeindegebiets umfasst einen Abschnitt des Rhônetals. Der östliche Gemeindeteil wird vom Plateau von Chanay eingenommen, das auf durchschnittlich 480 m liegt. Es senkt sich gegen Osten allmählich ab und wird durch die Täler kurzer Seitenbäche der Rhône untergliedert. Die östliche Grenze verläuft entlang der Rhône, die hier in einem tief in die Umgebung eingesenkten und abschnittsweise von Felswänden flankierten Tal von Norden nach Süden fließt. Im Süden wird die Grenze durch das Erosionstal der Dorche markiert. Nach Westen erstreckt sich das Gemeindeareal über den steilen Hang bis auf den anschließenden Jurakamm im Bereich des Passübergangs Col de Richemond (1036 m). Auf dem Crêt Dauphin wird mit 1200 m die höchste Erhebung von Chanay erreicht.
Zu Chanay gehören neben dem eigentlichen Dorf auch verschiedene Weiler und Gehöfte, darunter:
- Dorches (370 m) im Tal der Dorche
- Contamine (440 m) auf dem Plateau von Chanay
- Vovray (540 m) auf dem Plateau von Chanay am Jurafuß
- Pyrimont (300 m) an der Rhône

Nachbargemeinden von Chanay sind Lhôpital und Surjoux im Norden, Challonges und Bassy im Osten, Corbonod im Süden sowie Haut-Valromey im Westen.

## Geschichte

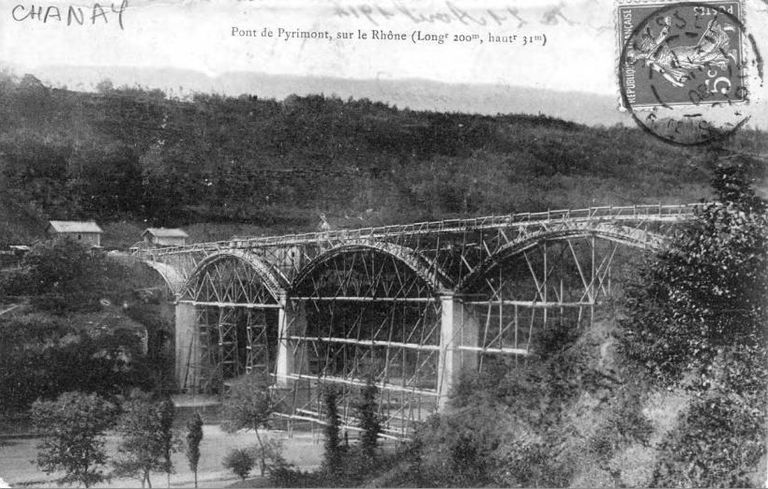
Ehemalige Rhônebrücke bei Pyrimont

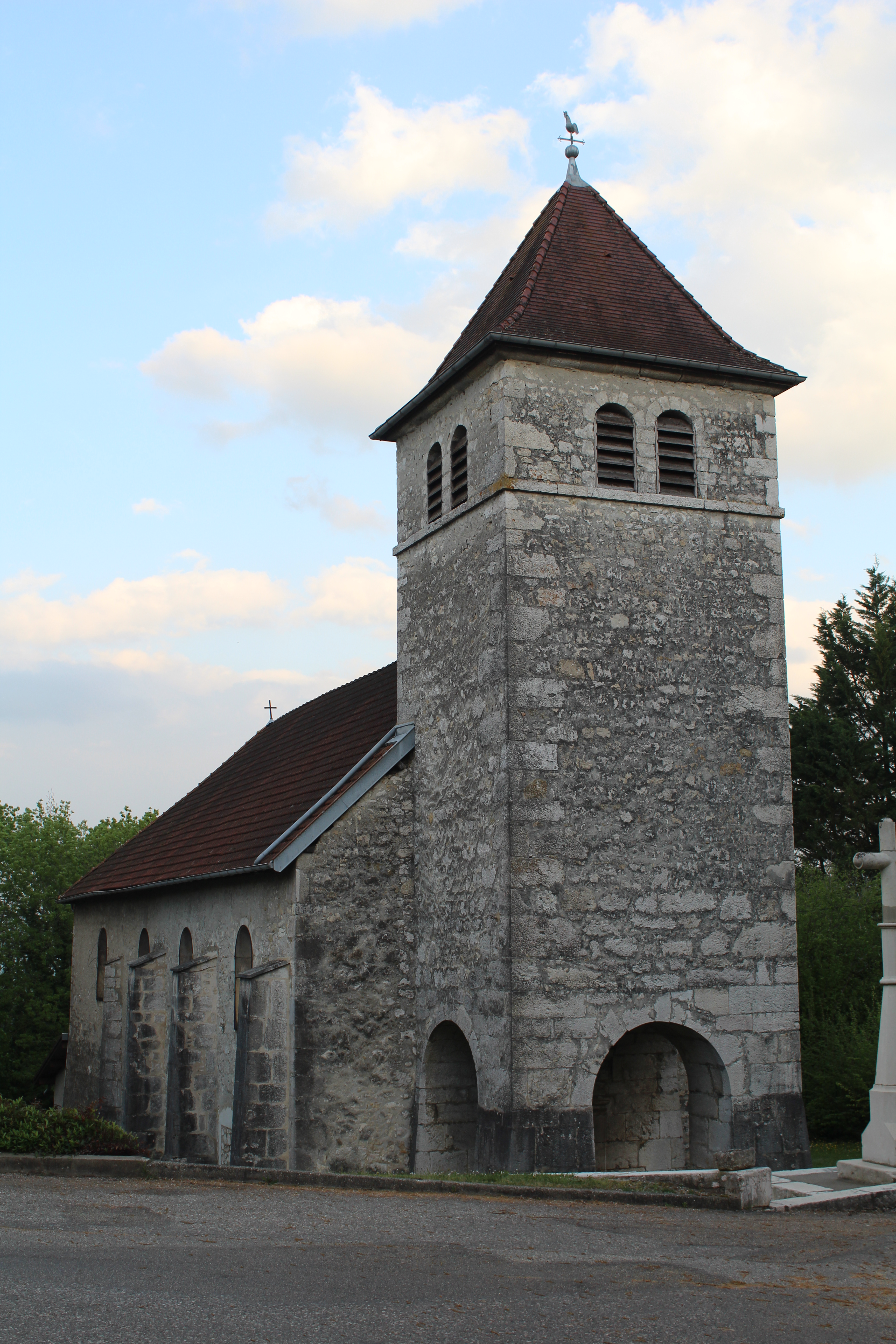
Kirche Saint-Victor

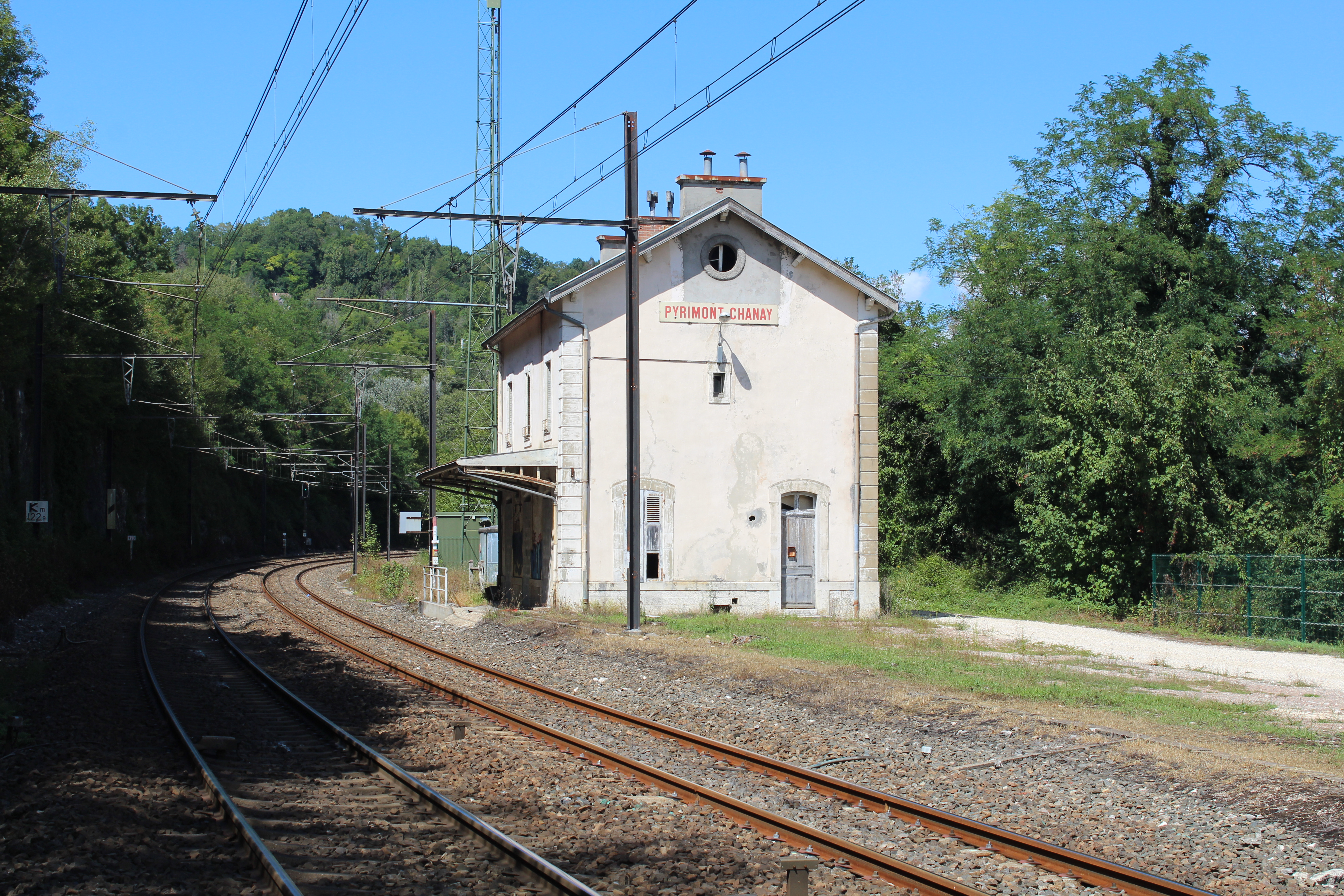
Bahnhof Pyrimont-Chanay

Chanay wird im 10. Jahrhundert erstmals urkundlich erwähnt und gehörte damals zum Grundbesitz des Klosters Nantua. Aus späterer Zeit sind die Bezeichnungen Chagnay (1365) und Chaney (1400) überliefert. Der Ortsname geht auf das altfranzösische Wort chasnoi (Eichenhain) zurück. Im 12. Jahrhundert war Chanay Teil der Herrschaft Dorches. Im 14. Jahrhundert bildete der Ort den Mittelpunkt der Herrschaft Chanay-d’Izernore.
Im Rhônetal bei Pyrimont wurden früher Asphaltminen ausgebeutet. Von den Asphaltfabriken stehen heute noch Ruinen, und der zur Verladung angelegte Bahnhof Pyrimont-Chanay an der Bahnstrecke Lyon–Genève wird nicht mehr bedient. Das 1835 oberhalb der Minen errichtete Château de Pyrimont gehörte den Eigentümern der Asphaltminen. Auf der Höhe des Bahnhofs überquerte die 1907 fertiggestellte Straßenbrücke pont de Pyrimont die Rhône. Die Brücke wurde 1940 während des Zweiten Weltkriegs von französischen Soldaten vor den anrückenden Deutschen gesprengt und nicht wieder aufgebaut.

## Bevölkerung
| Jahr                       | 1962 | 1968 | 1975 | 1982 | 1990 | 1999 | 2011 | 2020 |
| -------------------------- | ---- | ---- | ---- | ---- | ---- | ---- | ---- | ---- |
| Einwohner                  | 499  | 472  | 464  | 426  | 410  | 573  | 627  | 637  |
| Quellen: Cassini und INSEE |      |      |      |      |      |      |      |      |

Mit 595 Einwohnern (Stand 1. Januar 2022) gehört Chanay zu den kleinen Gemeinden des Départements Ain. Nachdem die Einwohnerzahl in der ersten Hälfte des 20. Jahrhunderts deutlich abgenommen hatte, wurde seit Beginn der 1990er Jahre wieder eine Bevölkerungszunahme verzeichnet. Die Ortsbewohner von Chanay heißen auf Französisch Chaneru(e)s.

## Sehenswürdigkeiten
Die Pfarrkirche Saint-Victor in Chanay wurde im 15. Jahrhundert errichtet und im 19. Jahrhundert umgestaltet; sie diente als Grablege der Herren von Dorches. Ursprünglich aus dem 14. Jahrhundert stammt das Château de Chanay, das im 19. Jahrhundert wiederaufgebaut wurde. Von der mittelalterlichen Burg Dorches (12. Jahrhundert) sind Ruinen erhalten, besonders ein viereckiger Turm ist als monument historique eingeschrieben. Der Weiler Dorches zeichnet sich durch mehrere Bauernhäuser aus dem 17. und 18. Jahrhundert aus. Bei Pyrimont ragen aus der aufgestauten Rhône noch die Pfeiler der 1940 gesprengten Brücke aus dem Wasser.

## Wirtschaft und Infrastruktur
Chanay war bis weit ins 20. Jahrhundert hinein ein vorwiegend durch die Landwirtschaft geprägtes Dorf. Daneben gibt es heute einige Betriebe des lokalen Kleingewerbes. Mittlerweile hat sich das Dorf auch zu einer Wohngemeinde gewandelt. Zahlreiche Erwerbstätige sind Wegpendler, die in den größeren Ortschaften der Umgebung und hauptsächlich in Bellegarde-sur-Valserine ihrer Arbeit nachgehen.
Die Ortschaft ist verkehrsmäßig recht gut erschlossen. Sie liegt an der Departementsstraße D991, die von Châtillon-en-Michaille nach Seyssel führt. Eine weitere Straßenverbindung besteht mit Challonges östlich der Rhône über eine neue Rhônebrücke bei Surjoux. Der nächste Anschluss an die Autobahn A40 befindet sich in einer Entfernung von rund 18 Kilometern.
In Chanay befindet sich eine staatliche école primaire (Grundschule mit eingegliederter Vorschule).